# Wat Mahathat (Sukhothai)

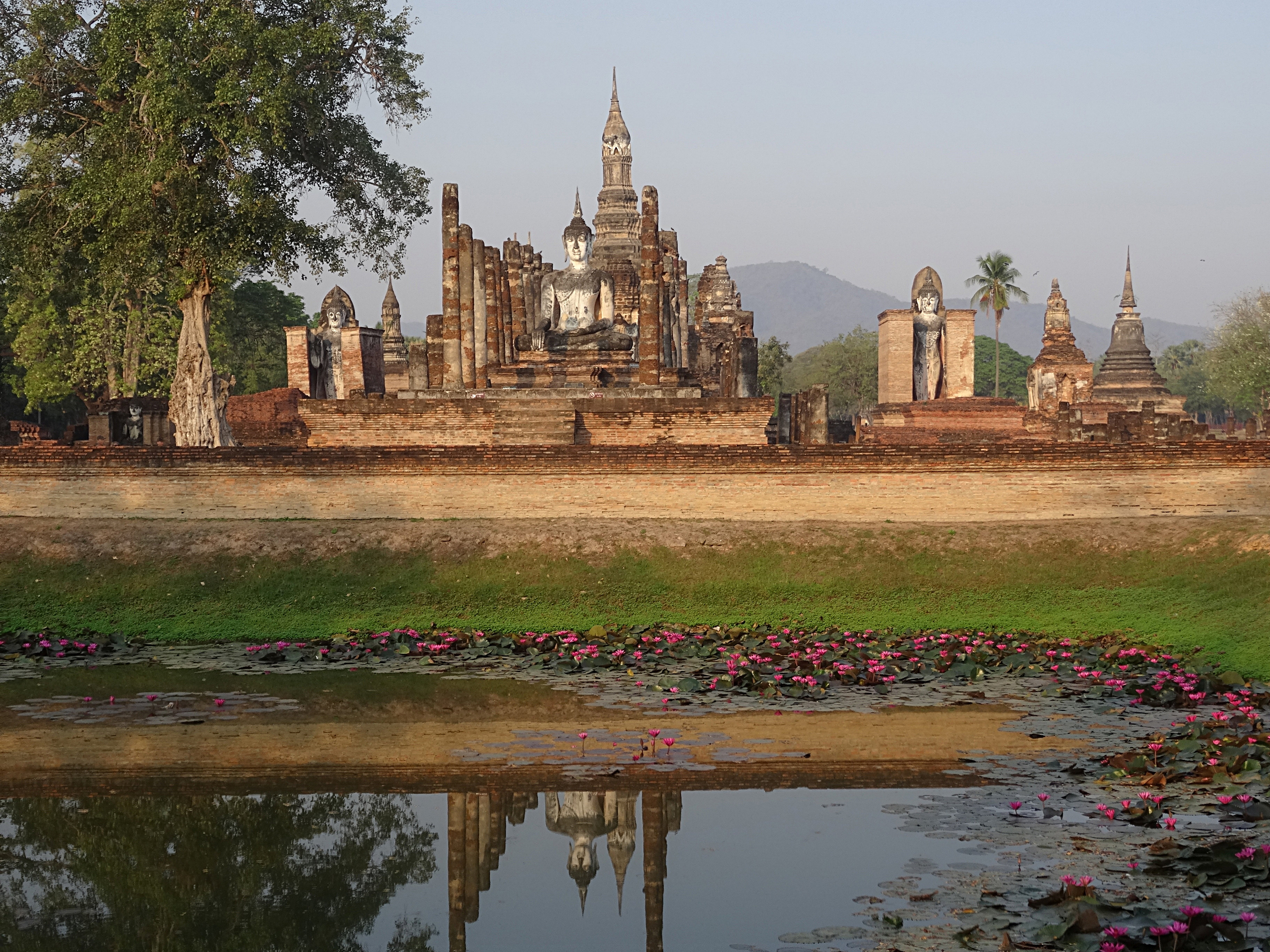
Das zentrale Heiligtum des Wat Mahathat

Der Wat Mahāthāt (Thai วัดมหาธาตุ - „Tempel der großen Reliquie“) ist eine buddhistische Tempelanlage (Wat) im Landkreis Sukhothai der Provinz Sukhothai in Nordthailand. Zur Zeit des Königreichs von Sukhothai war er der zentrale und damit wichtigste Tempel des Reiches.

## Lage
Der Wat Mahāthāt steht im Zentrum des Geschichtsparks Sukhothai, von den Einheimischen „Mueang Khao“ (Alte Stadt) genannt.

## Baugeschichte

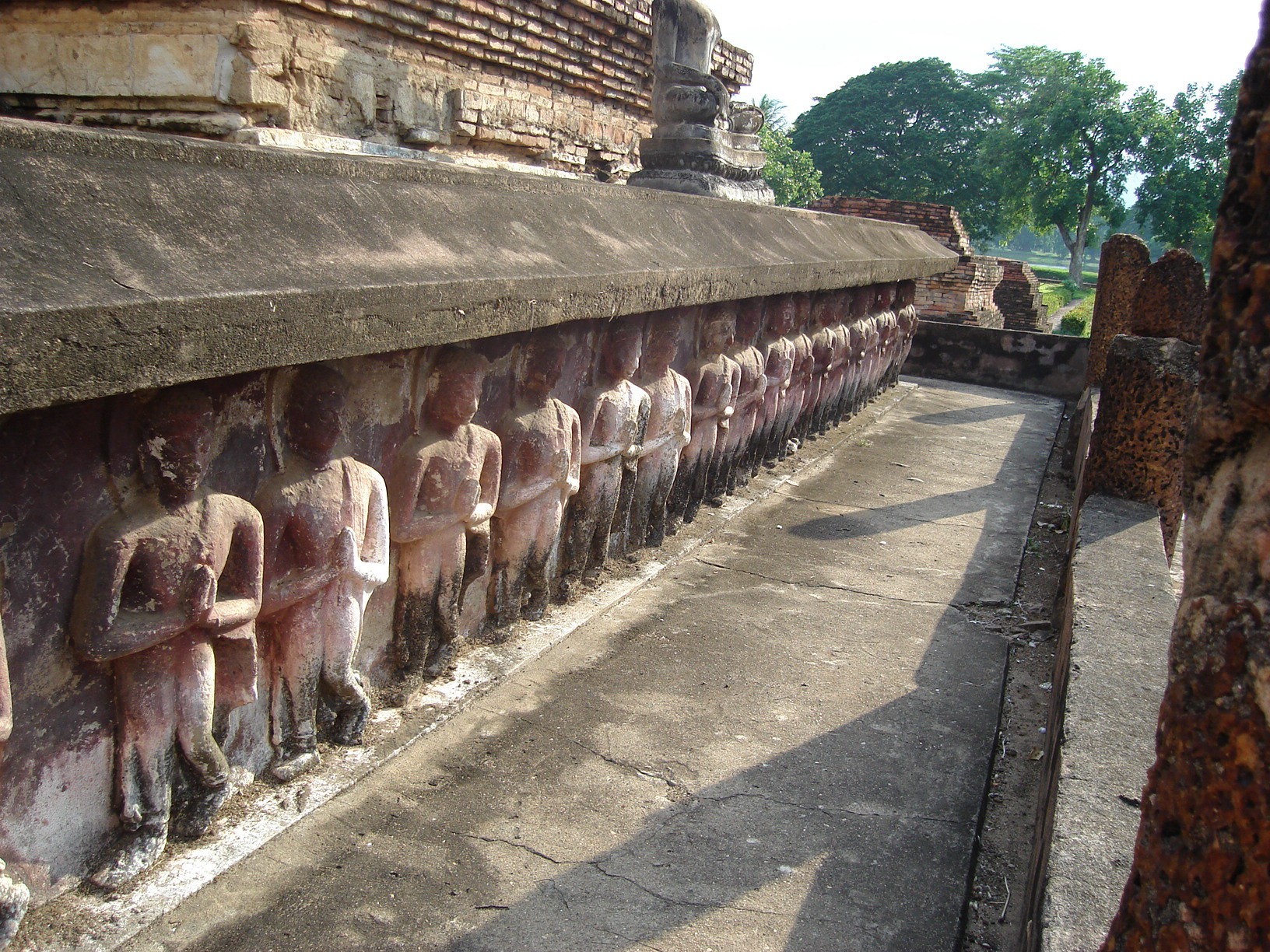
Fries am Wat Mahāthāt

Es war wahrscheinlich der zwischen 1238 und etwa 1270 regierende König Sri Indraditya, der den heutigen Wat Mahāthāt gegründet hat. Zunächst hat Sri Indraditya von dem heute noch sichtbaren Zentralheiligtum wohl nur fünf Türme auf einer quadratischen Plattform (an jeder Ecke einen sowie einen in der Mitte) errichtet. Dies entdeckte das thailändische Fine Arts Department am Anfang der 1960er Jahre, als sie dort Reparaturen durchführten. Seine heutige Form erhielt der Tempel wahrscheinlich durch König Loe Thai gegen 1345.
In der Blütezeit des Königreichs umfassten die Mauern des Wat Mahāthāt ein Gelände von etwa 200 Meter mal 200 Meter und schlossen nahezu zweihundert Chedis und eine Anzahl kleinere Gebäude ein.
Das Hauptgebäude ist in West-Ost-Richtung ausgerichtet und stand früher auf einem ziemlich hohen Sockelfundament. Ihm ist im Osten ein kleiner aus der Ayutthayaperiode stammender Viharn vorgelagert. Die an der Westseite angelegte Buddha-Statue ist original und wurde in neuerer Zeit renoviert. Dahinter liegt der etwa 40 m mal 15 m messende Bot. Die Säulen des fünfschiffigen Gebäudes stehen noch und zeigen, dass die Seitenschiffe schmaler und stufenweise niedriger waren als das Mittelschiff. Zur Westseite hin zeigt sich eine Art Apsis, die dem Vestibül der Ostseite entspricht. Aus diesem Gebäude stammt der Phra Buddha Shakjamuni, der auf Anordnung von König Phra Phutthayotfa Chulalok (Rama I.) zu Beginn des 19. Jahrhunderts nach Bangkok in den Wat Suthat gebracht wurde.

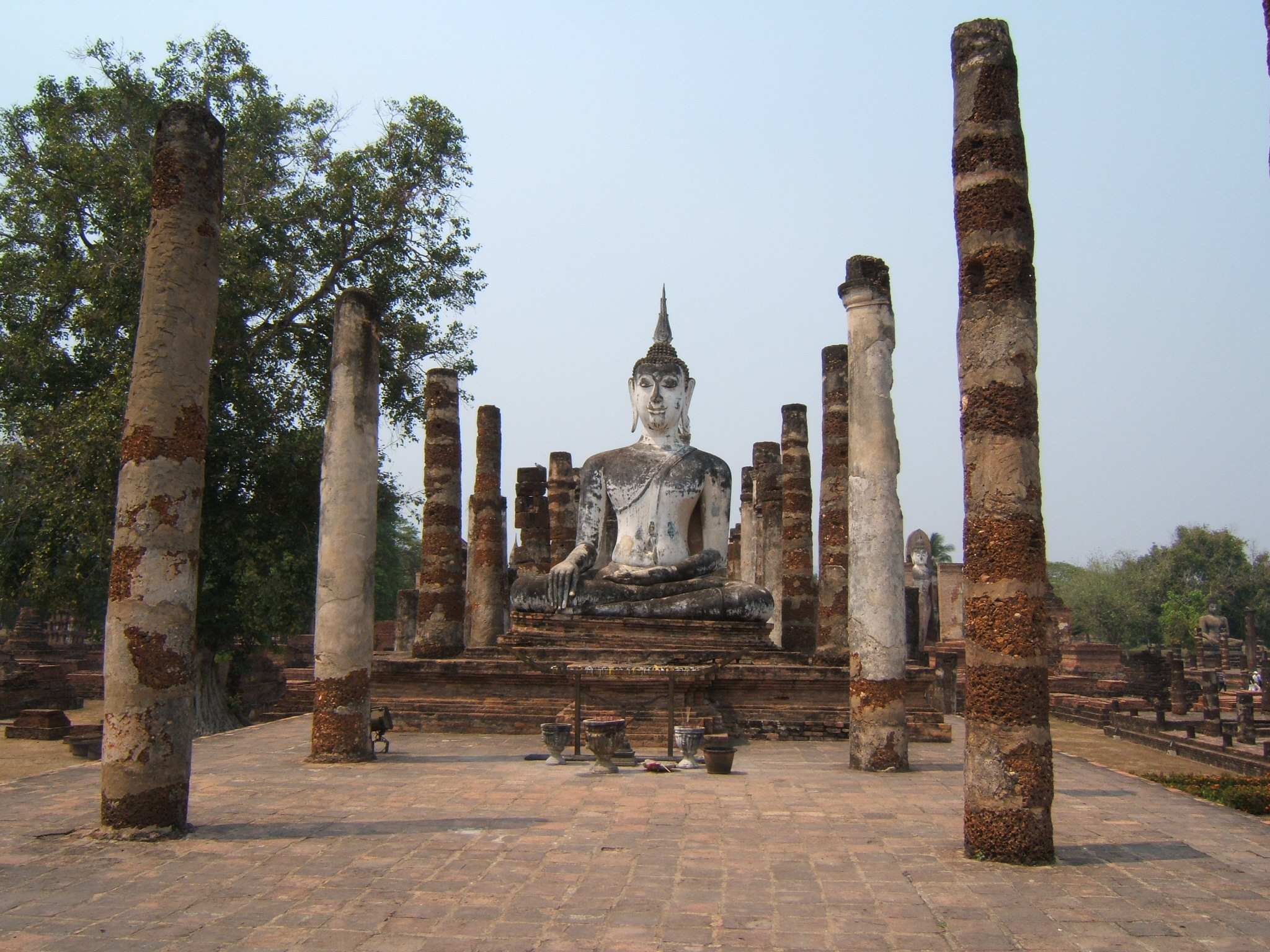
Buddha im Wat Mahāthāt

In der Mittelachse des Bot und des Viharn befindet sich ein Chedi, der die heilige Reliquie barg. Er wurde unter König Lü Thai umgebaut und vergrößert und dürfte sein Aussehen seither nicht wesentlich verändert haben. Der Chedi ruht auf einer Terrasse mit quadratischem Grundriss, deren Mauerung mit Reliefs geschmückt sind, die eine rituelle Prozession anbetender Jünger Buddhas zeigen.

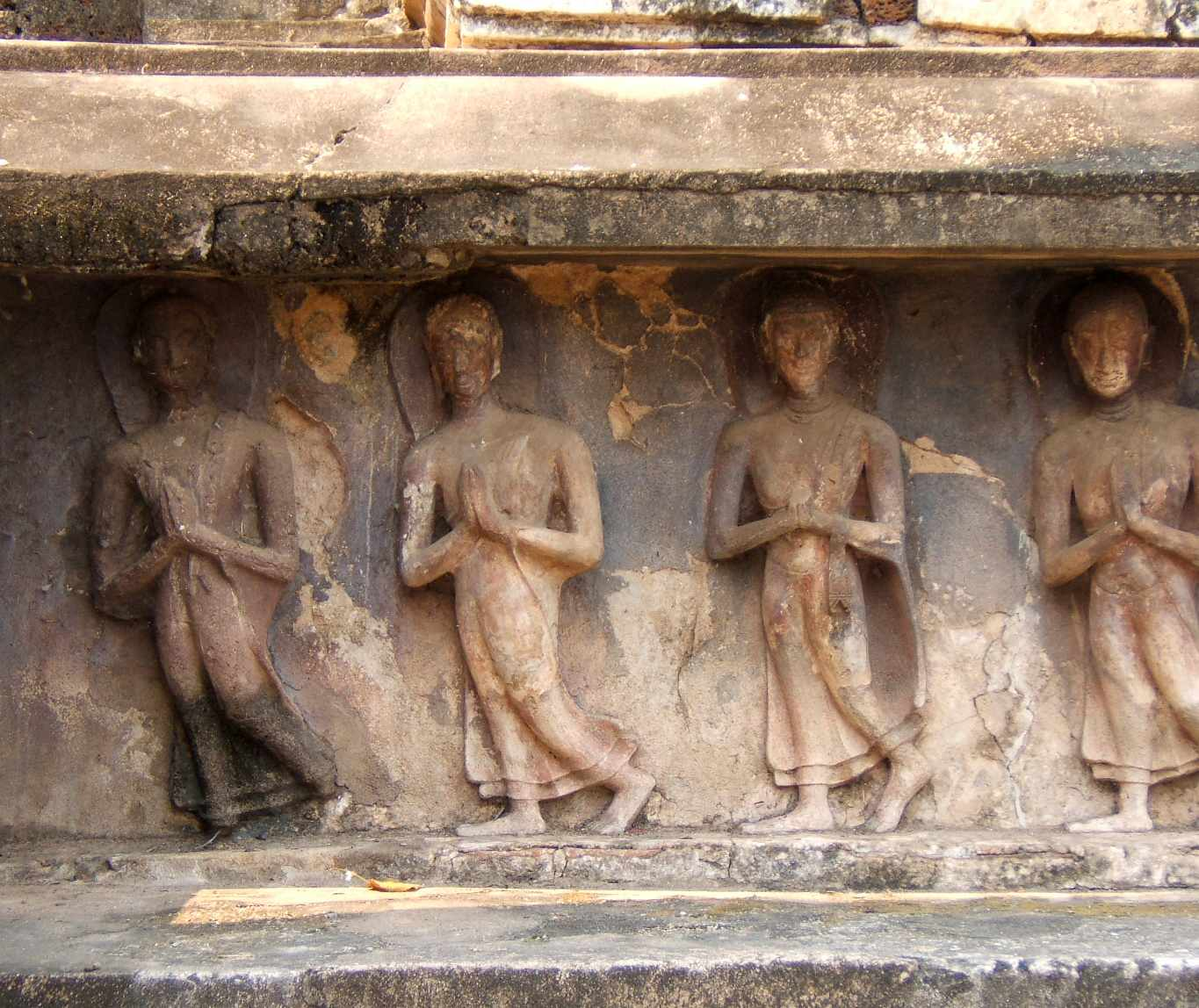
Prozession anbetender Jünger

Im Süden des Tempelbereiches liegt die Ruine einer großen Stupa mit einem angeschlossenen Viharn. Hier finden sich die meisten übrig gebliebenen Chedis, die aus sehr unterschiedlichen Stilepochen Siams und Thailands stammen.

## Sehenswürdigkeiten
Im Wat Mahāthāt stehen noch eine Reihe originaler Buddha-Statuen aus der Zeit des alten Königreichs Sukhothai.